# Glingebach
Der Glingebach, im Oberlauf Falbecke genannt, ist ein 6,55 km langer, orografisch rechter Nebenfluss der Lenne im nordrhein-westfälischen Finnentrop, Deutschland

## Geographie
Der Glingebach entspringt nördlich von Faulebutter an der Südflanke des Sellenstücke auf einer Höhe von 477 m ü. NN. Im Oberlauf wird der Bach Falbecke genannt. Er fließt in westliche Richtungen ab. Vor Glinge wird er im Unterbecken des Pumpspeicherwerks Rönkhausen aufgestaut. Unterhalb von Glinge wendet sich der Lauf nach Südwesten, bevor er in Rönkhausen auf 219 m ü. NN rechtsseitig in die Lenne mündet.
Der Glingebach überwindet auf seinem 6,55 km langen Weg einen Höhenunterschied von 258 m, was einem mittleren Sohlgefälle von 39,4 ‰ entspricht. Er entwässert ein 12,623 km² großes Einzugsgebiet über Lenne, Ruhr und Rhein zur Nordsee.